# Listă de teoreme matematice
- Axioma dreptei
- Teorema ariilor
- Teorema bisectoarei
- Teorema celor două urechi
- Teorema celor trei geodezice
- Teorema celor trei perpendiculare
- Teorema coardelor concurente
- Teorema cosinusului
- Teorema fundamentală a algebrei
- Teorema fundamentală a aritmeticii
- Teorema impulsului
- Teorema Kronecker-Capelli
- Teorema lui Abel
- Teorema lui Abel-Ruffini
- Teorema lui Ado
- Teorema lui Balinski
- Teorema lui Barbier
- Teorema lui Bayes
- Teorema lui Bézout
- Teorema lui Borel-Lebesgue
- Teorema lui Brianchon
- Teorema lui Cauchy (geometrie)
- Teorema lui Cauchy–Hadamard
- Teorema lui Cauchy–Kovalevskaia
- Teorema lui Ceva
- Teorema lui Cramer (curbe algebrice)
- Teorema lui Darboux
- Teorema lui Desargues
- Teorema lui Euler
- Teorema lui Fermat
- Teorema lui Guldin
- teorema lui Heine
- Teorema lui Lagrange
- Teorema lui Lami
- Teorema lui Liouville
- Teorema lui Menelaus
- Teorema lui Newton (patrulatere)
- Teorema lui Pascal
- Teorema lui Pitagora
- Teorema lui Pitot
- Teorema lui Pompeiu
- Teorema lui Ptolemeu
- Teorema lui Rolle
- Teorema lui Rouche
- Teorema lui Schwarz
- Teorema lui Stokes
- Teorema lui Stewart
- Teorema lui Thales
- Teorema lui Țițeica
- Teorema lui Varignon
- Teorema lui Viviani
- Teorema lui Wilson
- Teorema medianei
- Teorema paralelogramului
- Teorema secantelor concurente
- Teorema sinusurilor
- Teorema tangentei și a secantei